# باز (فیلم ۱۹۵۳)
باز یا شاهین(به انگلیسی: Falcon) فیلمی هندی محصول سال ۱۹۵۳ و به کارگردانی گورو دات است. در این فیلم بازیگرانی همچون گیتا بالی، گورو دات، کی.ان. سینگ و جانی واکر ایفای نقش کرده‌اند.